# 마저리 케인

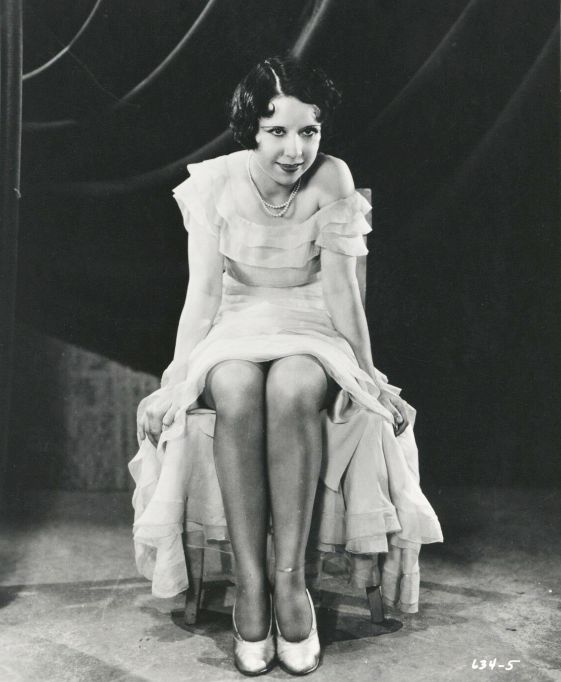

마저리 케인(Marjorie Kane, 1909년 4월 28일 ~ 1992년 1월 8일)은 미국의 배우, 영화배우이다.
시카고에서 태어났으며 로스앤젤레스에서 사망하였다.

## 영화
- 헐리우드 가는 길 (1947년)
- 밀드레드 피어스 (1945년)
- 딕 트레이시 대 범죄 주식회사 (1941년)
- 세컨드 코러스 (1940년)
- 히트 퍼레이드 오브 1941 (1940년)
- 브로드웨이 세레나데 (1939년)
- 쓰리 스마트 걸 그로우 업 (1939년)
- 스윗하츠 (1938년)
- 메레리 위 리브 (1938년)
- 그레이트 가보 (1929년)